# Литнатий
Литнатий е „количествена“ и „качествена“ музикална невма във византийската нотопис, подобна на малението, с разлика, че съдържа в себе си идеята за мелизъм - обикновено форшлаг или по-рядко нахшлаг, във всичко останало не се отличава от малението.
Подписан под друга невма, литнатият не води до промяна в степента на тоналността, а само придава характерния си мелизом.